# Brandon Benjamin
Brandon Benjamin (ur. 1 listopada 1993) – trynidadzko-tobagijski lekkoatleta specjalizujący się w biegu na 400 metrów przez płotki.
Podczas mistrzostw świata juniorów młodszych w 2009 roku odpadł w eliminacjach biegu na 400 metrów oraz wraz z kolegami zajął piąte miejsce w sztafecie szwedzkiej. W 2012 zdobył brązowy medal w biegu płotkarskim na mistrzostwach Ameryki Środkowej i Karaibów juniorów oraz dotarł na tym dystansie do półfinału mistrzostw świata juniorów (na tej imprezie zdobył także brązowy medal w biegu rozstawnym 4 x 400 metrów). 
Medalista CARIFTA Games oraz mistrzostw Trynidadu i Tobago. 
Rekord życiowy: 51,73 (29 czerwca 2012, San Salvador).  